# Eunice Kennedy Shriver

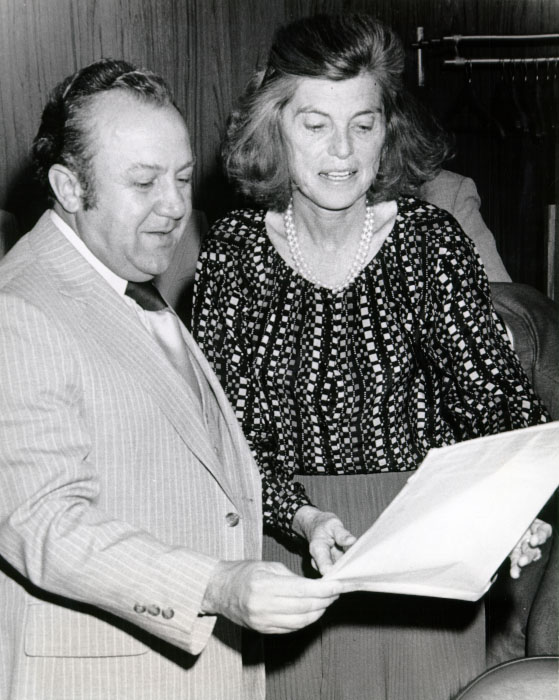
Eunice Kennedy Shriver (rechts) met Zoerab Tsereteli (links)

Eunice Mary Kennedy Shriver (Brookline (Massachusetts), 10 juli 1921 - Hyannis (Massachusetts), 11 augustus 2009) was een lid van de familie Kennedy: ze was de dochter van Joseph Kennedy en Rose Fitzgerald Kennedy en een zus van John F. Kennedy. Ze speelde een actieve rol in diens verkiezingscampagne.
In 1953 trouwde ze met Sargent Shriver (1915-2011).
Eunice Shriver richtte in 1968 de internationale sportorganisatie Special Olympics op. Zij werd hiervoor geïnspireerd door haar oudere, mentaal gehandicapte zus Rosemary.
Ze was de enige vrouw wier portret al tijdens haar leven op een Amerikaanse munt stond, namelijk op de zilveren dollar die speciaal voor de Special Olympics in 1995 werd uitgegeven.
Haar dochter Maria was getrouwd met en later gescheiden van acteur Arnold Schwarzenegger, die in 2003 politieke ambities ontplooide als Republikein en gouverneur van Californië werd, terwijl de familie Kennedy wellicht de beroemdste familie van de Democraten is.
Eunice Kennedy Shriver leed, net als haar broer John, aan de ziekte van Addison en overleed op 88-jarige leeftijd in een ziekenhuis in Hyannis (Massachusetts).

## Onderscheidingen
In 1984 ontving Eunice Kennedy de Presidential Medal of Freedom uit handen van Ronald Reagan.
In 1993 ontving zij de Four Freedoms Award voor vrijwaring van gebrek.